# Ixpuini
Ixpuini va ser rei d'Urartu (actualment a Armènia) de l'any 824 aC al 806 aC aproximadament. Va associar al regne en una data no coneguda al seu fill Menua I. Era fill i successor de Sarduri I.
El rei sembla que va ser molt devot del màxim deu dels urartians, Khaldi, a qui va dedicar un temple. L'any 828 aC va conquerir el regne de Mutsatsir, al nord del Rawanduz, i el 827 aC el regne de Manna i Teppe Hasanlu Cap al nord, el límit del país que era el país de Bagrevand i el d'Anaxi (Alashkert) també va ser objecte de les expedicions d'Ishpuini. Se sap que va derrotar a Xamxi-Adad V, rei d'Assíria. al sud del llac Urmia
Va morir cap al 806 aC i el va succeir el seu fill Menua I.